# Lucky One (brano musicale)

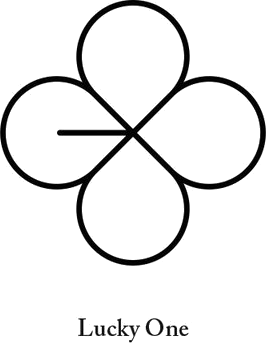
Logo di Lucky One

Lucky One è un singolo del gruppo musicale sudcoreano EXO, pubblicato il 9 giugno 2016 come estratto dal terzo album in studio Ex'act.

## Classifiche
| Classifica (2016) | Posizione massima |
| ----------------- | ----------------- |
| Corea del Sud     | 5                 |